# 国家評議会 (東ドイツ)

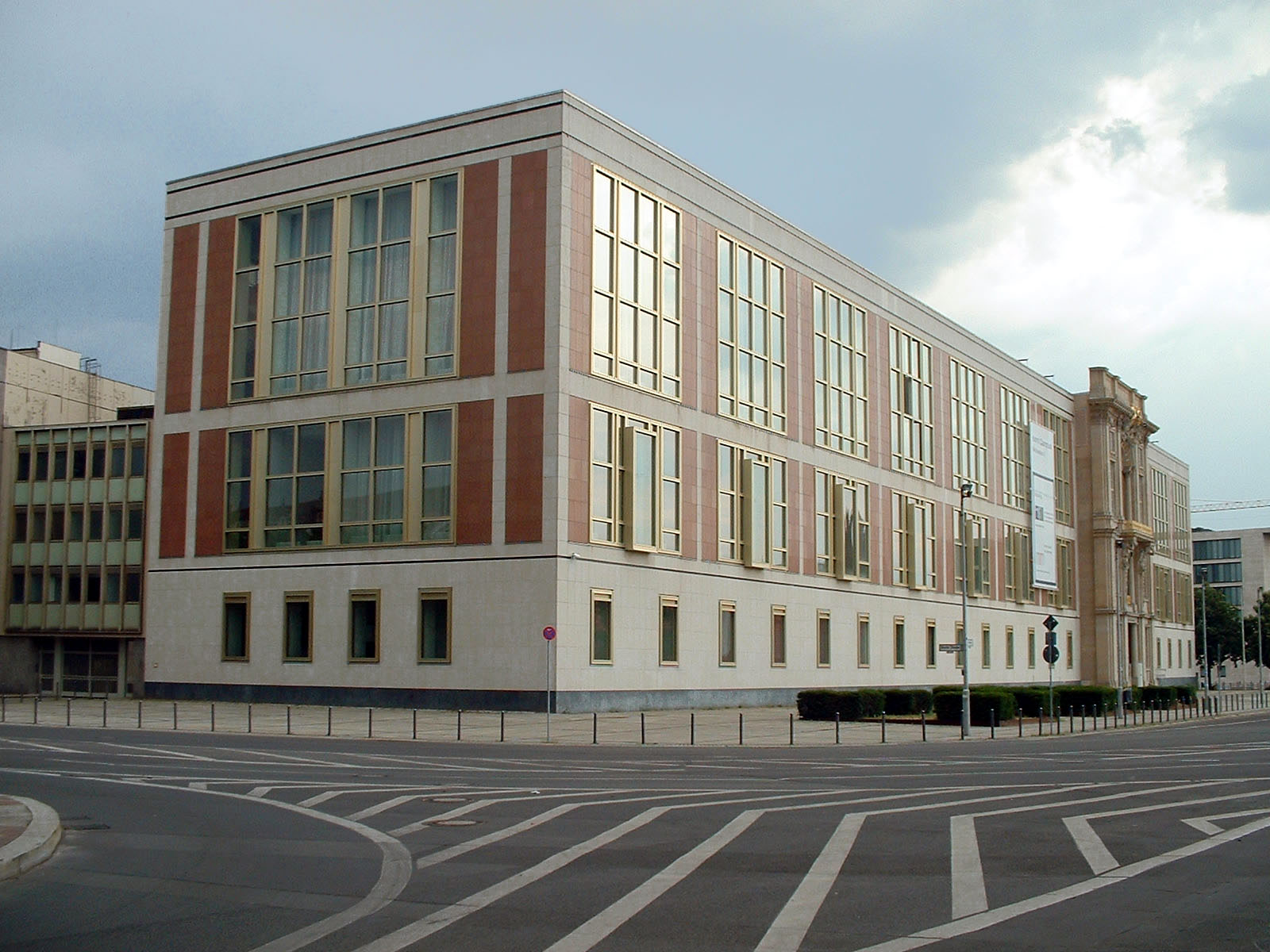
東ドイツ時代、国家評議会の庁舎として使用されていた建物。統一後は1999年から2001年まで連邦首相府として使用された後、2006年から私立の非営利ビジネススクールのキャンパスとして使用されている。

ドイツ民主共和国国家評議会（ドイツみんしゅきょうわこくこっかひょうぎかい、ドイツ語: Staatsrat der DDR）は、ドイツ民主共和国（東ドイツ）において1960年から1990年まで集団で国家元首の機能を担った機関。

## 概要
1949年に建国された東ドイツでは、当初大統領制が導入されヴィルヘルム・ピークが初代共和国大統領となった。1960年にピークが在任のまま死去すると、後継の大統領は選出されず東ドイツ憲法の規定が改正されて人民議会から選出される国家評議会が集団で国家元首の機能を果たすこととされ、実質的には国家評議会議長が元首にあたる役職を務めることになった。
国家評議会のメンバーは議長以下、副議長・評議員・書記で構成されていた。衛星政党4党の党首なども副議長を務め、宗教的・イデオロギー的に支配政党である社会主義統一党に馴染めない国民各層を間接的に体制内に取り込む効果を有していた。
国家評議会の議長はヴァルター・ウルブリヒト、エーリッヒ・ホーネッカーといった東ドイツの最高指導者が就いた役職であるが、後述するように国家評議会議長の権限はソビエト連邦最高会議幹部会議長などと同様に名誉的・儀礼的なものであり、ウルブリヒトやホーネッカーの権力の源泉は支配政党・ドイツ社会主義統一党(SED)の第一書記・書記長であることにあった。実際、ウルブリヒトは1971年にソ連指導部の圧力によって党第一書記・国防評議会議長を辞職させられた後も1973年に死去するまで国家評議会議長の職にはとどまっていたが、既に実権は党第一書記の座に就いたホーネッカーの手に移っていた。
ベルリンの壁崩壊以降の自由化に伴って行われた、最初で最後の自由選挙である1990年の人民議会選挙の後の1990年4月5日に憲法が改正されて国家評議会は廃止され、10月2日の東ドイツの消滅まで人民議会幹部会と人民議会議長が国家評議会とその議長の権限を行使することになった。

## 選出方法と任期
- 議長の推薦は、人民議会の最大会派が行う（憲法第67条(3))
人民議会の選挙方法は統一名簿による信任投票制で、常に社会主義統一党が最大多数になるような仕組みになっていたため、民主化されるまでは同党からしか選出されない仕組みになっていた。
- 議長・副議長・評議員及び書記は人民議会により、その選挙後に行われる最初の会議において選出される（憲法第67条(2)）
- 任期は5年（憲法第67条(2)）

## 権限

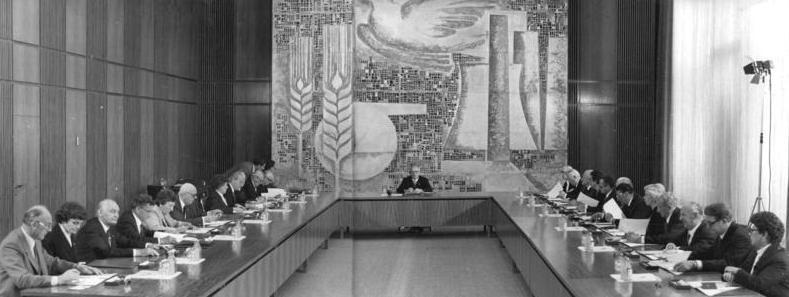
国家評議会を主宰するホーネッカー議長（1981年6月25日）

- 国防に関する原則の決定、国防評議会（ドイツ語版）のメンバーの任命(憲法第73条)、
- 最高裁判所及び検事総長の活動の監督（憲法第74条(1)）
- 大赦や特赦の権利の行使（憲法第74条(2)）
- 国際条約の批准・破棄の通告（憲法第66条(3)）
- 在外代表者の任命（憲法第71条(1)）
- 軍人の階級、外交官の階級及びその他の特別の称号の制定（憲法第71条(2)）
- 栄典の授与（憲法第75条）

この他、法案の提出権（憲法第65条(1) 国家評議会以外に閣僚評議会、人民議会議員、人民議会の委員会、自由ドイツ労働総同盟が法案提出権を持っていた）を持っていた他、人民議会の審議を通過した法律は1か月以内に国家評議会議長が公布することになっていた（憲法第65条(4))。
なお、1968年の憲法改正時には人民議会の招集権、人民議会へ提出される法案が憲法に適合しているかどうかの審査権、人民議会の各委員会への法案審議の指示、法的拘束力のある布告を出す権利、憲法および法律の解釈をする権利などが定められ、国家評議会はある程度の実権を有していたが、これらの規定はウルブリヒト議長が没した翌年の1974年に行われた憲法改正時に削除された。

## 歴代議長および評議会メンバー
ドイツの国家元首一覧及びドイツ民主共和国国家評議会歴代メンバーも参照
1. ヴァルター・ウルブリヒト：1960年9月12日 - 1973年8月1日（SED）- 1971年まで当職、SED第一書記、国防評議会議長の三役を兼務
  - フリードリヒ・エーベルト（副議長による代行）：1973年8月1日 - 10月3日（SED）
2. ヴィリー・シュトフ：1973年10月3日 - 1976年10月29日（SED）
3. エーリッヒ・ホーネッカー：1976年10月29日 - 1989年10月18日（SED）- 1971年からSED第一書記（書記長）、1976年から当職、SED書記長、国防評議会議長の三役を兼務
4. エゴン・クレンツ：1989年10月18日 - 12月6日（SED） - SED書記長、国防評議会議長を兼務
5. マンフレート・ゲルラッハ：1989年12月6日 - 1990年4月5日（LDPD）

- ヴァルター・ウルブリヒト(1970年）
- ヴィリー・シュトフ(1973年)
- エーリッヒ・ホーネッカー(1976年)
- エゴン・クレンツ(1989年)
- マンフレート・ゲルラッハ(1986年)

## 庁舎
1964年まではピーク大統領の官邸として使用していたパンコウ区のシェーンハウゼン城(Schloss Schönhausen)を国家評議会の官邸として使用していたが（後にシェーンハウゼン城は、東ドイツ政府の迎賓館として使用された）、1964年以降新たに建設された国家評議会ビル(Staatsratsgebäude)を使用するようになった。
国家評議会ビルは再統一後、1999年にボンから連邦首相の官邸がベルリンに移転してから現在の連邦首相府が2001年に完成するまで仮の連邦首相府として使用された後、2002年からヨーロッパ経営技術大学院(European School of Management and Technology)の校舎になっている。

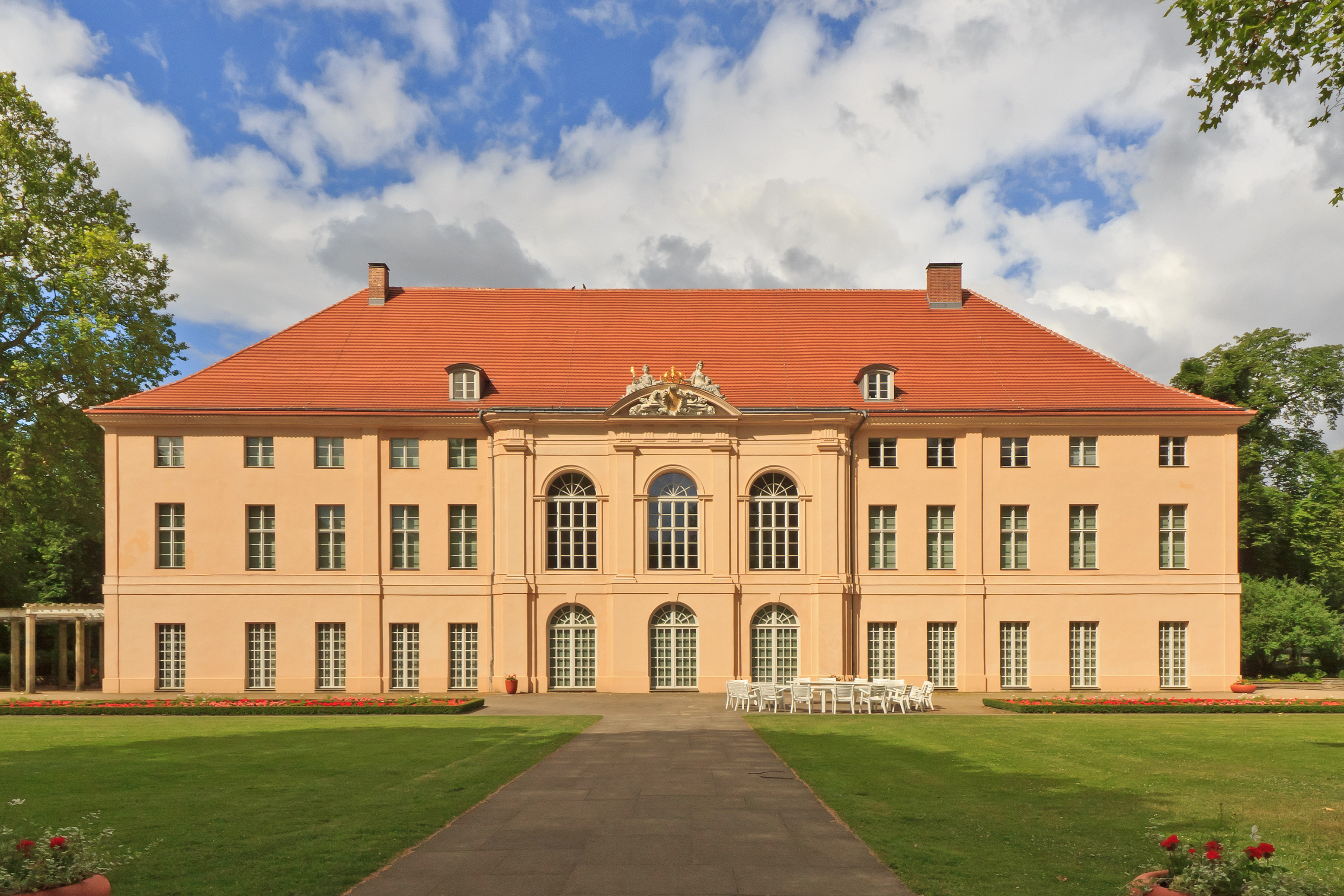
シェーンハウゼン城
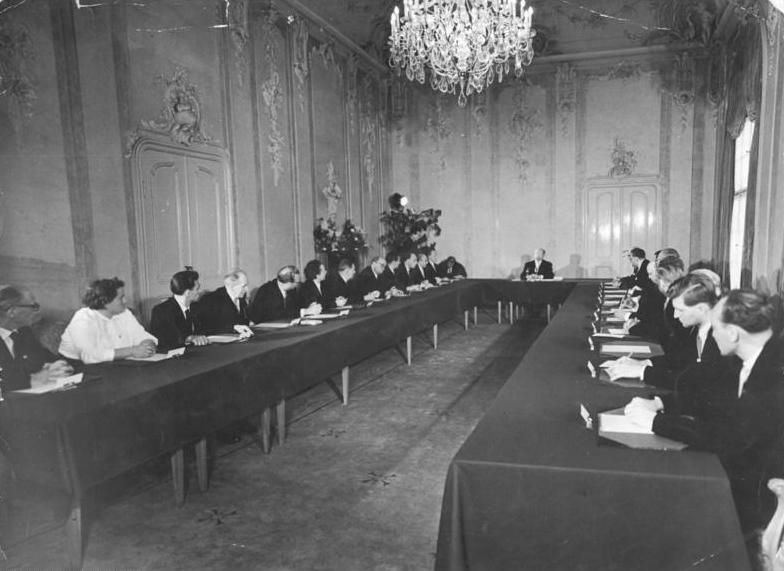
シェーンハウゼン城で開催された国家評議会(1960年）
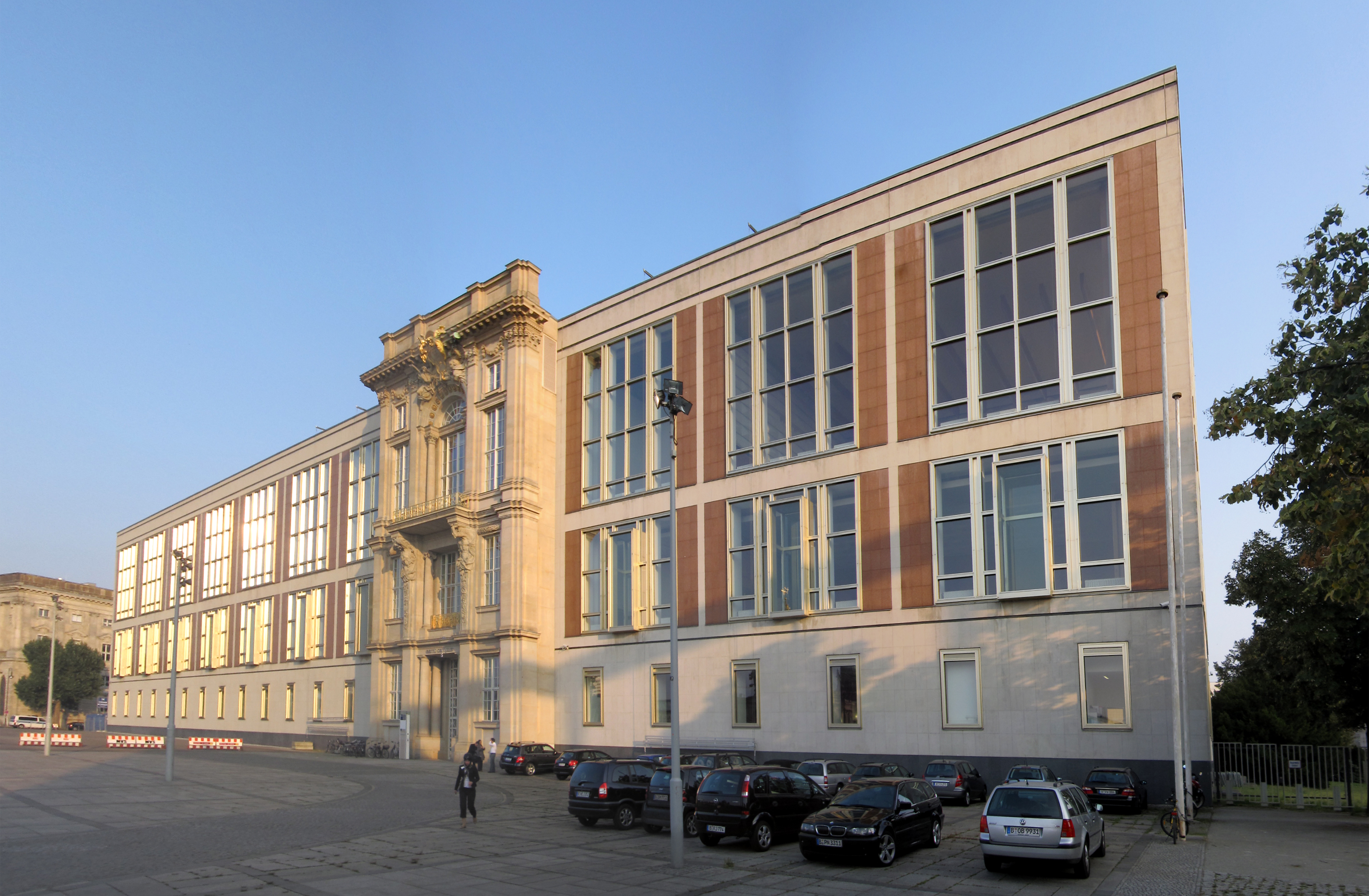
国家評議会ビル